# Köpenicker Sport Club 2014-2015
Questa voce raccoglie le informazioni riguardanti il Köpenicker Sport Club nelle competizioni ufficiali della stagione 2014-2015.

## Organigramma societario
Area direttiva
- Presidente: Martin Jankowsky

Area tecnica
- Allenatore: Björn Matthes
- Scout man: Steve Deinert, Annette Wilderotter

Area sanitaria
- Medico: Oliver Miltner
- Fisioterapista: Stefanie Lemburg

## Rosa
| N° | Nome             | Ruolo | Data di nascita  | Nazionalità sportiva |
| -- | ---------------- | ----- | ---------------- | -------------------- |
| 3  | Saskia Radzuweit | S/O   | 12 maggio 1991   | Germania             |
| 4  | Nadja Schaus     | S     | 8 novembre 1984  | Germania             |
| 5  | Kindra Carlson   | S/O   | 12 novembre 1987 | Stati Uniti          |
| 7  | Jessica Göpner   | L     | 11 dicembre 1990 | Germania             |
| 8  | Ann-Marie Knauf  | P     | 20 novembre 1992 | Germania             |
| 9  | Julia Hero       | S     | 20 ottobre 1991  | Germania             |
| 10 | Mona Elwassimy   | P     | 7 febbraio 1990  | Germania             |
| 11 | Erica Wilson     | C     | 26 maggio 1991   | Stati Uniti          |
| 12 | Lauren Barfield  | C     | 15 marzo 1990    | Stati Uniti          |
| 14 | Leona Neumannová | S     | 14 agosto 1987   | Rep. Ceca            |
| 17 | Pia Riedel       | S     | 9 settembre 1990 | Germania             |